# ابوبکر ناگیدا
ابوبکر ناگیدا (انگلیسی: Aboubakar Nagida؛ زادهٔ ۲۸ ژوئن ۲۰۰۵) بازیکن فوتبال است که در حال حاضر برای باشگاه فوتبال رن بازی می‌کند. 
وی همچنین در تیم ملی فوتبال زیر ۲۰ سال کامرون بازی کرده است.